# Star Songs of an Old Primate
Star Songs of an Old Primate é a terceira coleção de contos de Alice Sheldon (sob o pseudônimo de James Tiptree, Jr.). Foi publicado pela Del Rey Books (uma editora especializada em FC e Fantasia da Ballantine Books) em 1978. Foi o primeiro livro de Tiptree publicado após a revelação de que Tiptree era uma escritora, e não um escritor.

## Conteúdo
- Introdução de Ursula K. Le Guin
- "Your Haploid Heart" (publicado pela primeira vez em Analog Science Fiction and Fact, setembro de 1969.)[2]
- "And So On, And So On"
- "Her Smoke Rose Up Forever" (publicado pela primeira vez em Final Stage, editado por Edward L. Ferman e Barry N. Malzberg.)[3]
- "A Momentary Taste of Being" (publicado pela primeira vez em The New Atlantis, editado por Robert Silverberg.)[4]
- "Houston, Houston, Do You Read?" (Publicado pela primeira vez em Aurora: Beyond Equality, editado por Susan Janice Anderson e Vonda N. McIntyre.)[5]
- "The Psychologist Who Wouldn't Do Awful Things to Rats" (publicado pela primeira vez em New Dimensions 6, editado por Robert Silverberg.)[6]
- "She Waits for All Men Born" (publicado pela primeira vez em Future Power, editado por Jack Dann e Gardner Dozois.)[7]

## Recepção
Uma resenha da Publishers Weekly comenta o fato de que Tiptree só agora foi revelado como uma mulher, além de afirmar que "Muito do melhor do trabalho de Tiptree apareceu em coleções anteriores, e essas sete histórias, embora nunca menos que inteligentes e perceptivas, não têm muitos sucessos de bilheteria entre elas."
"Houston, Houston, Do You Read?" recebeu vários prêmios: o Hugo Award, o Nebula Award e o Jupiter Award de Melhor Novela em 1977, além do terceiro lugar no Locus Poll Award de 1977 de Melhor Novela.